# Américo Castro
Pour les articles homonymes, voir Castro.
Américo Castro Quesada, né le 4 mai 1885 à Cantagalo (alors dans l'empire du Brésil, dans l'actuel État de Rio de Janeiro) et mort le 25 juillet 1972 à Lloret de Mar dans la province de Gérone, est un philologue et historien espagnol, spécialiste de la culture espagnole. Il est reconnu comme l'un des plus grands hispanistes contemporains.

## Biographie
Il naît et passe ses cinq premières années au Brésil. Ses parents, originaires de Huétor-Tájar, dans la province de Grenade, décident de rentrer en Espagne en 1890. Il obtient en 1904 un doctorat en droit et lettres à l'université de Grenade ; entre 1905 et 1907 il étudie à la Sorbonne à Paris, puis également en Allemagne. En 1910 il participe à la fondation du Centre d'études historiques (Centro de estudios históricos) en tant que chef du département de lexicographie. Il restera lié à cette institution même après son obtention de la chaire d'Histoire de la langue espagnole à l'Université complutense de Madrid en 1915. Là-bas il est élève et ami de Ramón Menéndez Pidal et Francisco Giner de los Ríos, par l'intermédiaire duquel il se trouve lié à l'Institution libre d'enseignement et au krausisme. Il sera tout au long de sa vie professeur honoraire des universités de La Plata, de Santiago du Chili, de Mexico[Laquelle ?] et à l'université Columbia de New York, conférencier célèbre dans toute l'Europe et l'Amérique, académicien correspondant des Buenas Letras de Barcelone et collaborateur de la grande Revista de Filología Española (« Revue de philologie espagnole »), médaillé de la légion d'honneur. À peine déclarée la République il est nommé ambassadeur d'Espagne à Berlin en 1931. Il s'exile aux États-Unis lorsqu'éclate la guerre civile espagnole ; il y enseigne la littérature à l'université du Wisconsin-Madison (1939), du Texas à Austin (1939-1940), puis à Princeton (1940-1953) ; il termine sa carrière à l'université de Californie (La Jolla), à laquelle il fait don de sa bibliothèque. Parmi ses disciples se trouvent plusieurs personnalités importantes comme les hispanistes Russell P. Sebold et Stephen Gilman. En 1953 il est nommé professeur émérite de l'université de Princeton.

## Œuvre
Américo Castro a commenté, annoté et écrit les prologues de nombreux textes majeurs de la littérature espagnole : Lope de Vega (El Isidro, La Dorotea et plusieurs comédies), Francisco Rojas Zorrilla (Cada cual lo que le toca et La viña de Nabot), Tirso de Molina (El condenado por desconfiado, El burlador de Sevilla et El vergonzoso en palacio), de Quevedo (El Buscón) et des Fueros leoneses de Zamora, Salamanca, Ledesma y Alba de Tormes. Il a également annoté, traduit et écrit le prologue de Introducción a la lingüística románica ("Introduction à la linguistique romane") de Wilhelm Meyer-Lübke.
Il a publié de nombreux travaux : Vida de Lope de Vega ("Vie de Lope de Vega", 1919) y El pensamiento de Cervantes ("La pensée de Cervantes", 1925) et son fondamental La realidad histórica de España ("La Réalité historique de l'Espagne", México, 1954), mais aussi El elemento extraño en el lenguaje ("L'élément étranger dans le langage", Bilbao, 1921), La enseñanza del español en España ("L'enseignement de l'espagnol en Espagne", Madrid, 1922), Lengua, enseñanza y literatura ("Langue, enseignement et littérature", Madrid, 1924), El nuevo Diccionario de la Academia Española ("Le nouveau dictionnaire de l'académie espagnole", Madrid, 1925), Don Juan en la literatura española ("Don Juan dans la littérature espagnole", Buenos Aires, 1924), Santa Teresa y otros ensayos ("Sainte Thérèse et autres essais", Madrid, 1932), Juan de Mal Lara y su Filosofía vulgar ("Juan de Mal Lara et sa philosophie vulgaire", Madrid, 1923), Los prólogos al Quijote ("Les prologues au Quichotte", Buenos Aires, 1941), Lo hispánico y el erasmismo ("L'hispanique et l'érasmisme", Buenos Aires, 1942), Antonio de Guevara ("Antonio de Guevara", Princeton, 1945), Semblanzas y estudios españoles ("Notices et études espagnoles", 1956), Hacia Cervantes ("Vers Cervantes", 1958), Origen, ser y existir de los españoles ("Origine, être et existence des Espagnols", Madrid, 1959), De la edad conflictiva ("De l'âge conflictuel", Madrid, 1961), La peculiaridad lingüística rioplatense ("La particularité linguistique du Río de la Plata, Madrid, 1961).
Castro met en avant l'importance de la religiosité dans la culture espagnole, en particulier le rôle des minorités juives et musulmanes qui furent mises à l'écart par la culture dominante chrétienne. Il étudie spécialement les versants sociaux de cette ségrégation dans la littérature espagnole et ses conséquences à travers la question des judéoconvers, à l'origine d'une identité conflictive et d'un concept d'Espagne problématique. Il remarque la survie de « castes » séparées même après les conversions massives sous le règne des Rois catholiques, ainsi que le rôle joué par les statuts de limpieza de sangre. À ce propos, il fait l'objet d'une violente polémique avec un autre historien, Claudio Sánchez Albornoz, au cours de l'un des épisodes les plus vifs du débat sur le problème de l'Espagne, El Ser de España). Il s'intéresse également à l'Ibéro-Amérique dans Ibero-América, su presente y su pasado ("L'Ibéro-Amérique, son présent et son passé", 1941). Parmi ses autres œuvres on peut citer Aspectos del vivir hispánico (Aspects du mode de vie hispanique). Sa pensée a inspiré de nombreux écrivains, comme Juan Goytisolo, avec qui il entretient une correspondance épistolaire entre 1968 et 1972.